# 窄叶半枫荷
窄叶半枫荷（学名：Pterospermum lanceifolium）为梧桐科翅子树属下的一个种。

## 扩展阅读
- 維基物種上的相關：窄叶半枫荷